# Арзуманян, Анушаван Агафонович
Анушава́н Агафо́нович Арзуманя́н (арм. Անուշավան Աղաֆոնի Արզումանյան; 14 [27] февраля 1904 — 18 июля 1965) — советский экономист, кандидат экономических наук, профессор, академик АН СССР. Директор Института мировой экономики и международных отношений Академии наук СССР (1956—1965), депутат Верховного Совета СССР 6-го созыва.

## Биография
Родился в селе Каварт (ныне — одноимённый квартал города Капана Сюникской области Армении) Зангезурского уезда Елизаветпольской губернии в крестьянской семье.
Отец Анушавана более 10 лет работал на нефтяных промыслах в Баку, затем вернулся в Кафан, работал на медных рудниках, начал заниматься земледелием.
Окончил сельскую двухгодичную школу, в 1918 году — реальное училище в городе Шуша.
Арзуманян стал одним из организаторов комсомола Армянской ССР. В ВЛКСМ с 1920 года, в следующем году был уже принят кандидатом в члены ВКП(б), а в 1923 году стал членом партии.
С 1921 года по 1928 год работал на руководящих должностях в комсомоле: являлся членом бюро Закавказского краевого комитета ВЛКСМ, членом Президиума ВЛКСМ Армении, секретарем Ереванского комитета ВЛКСМ Армении и заместителем секретаря ЦК ВЛКСМ Армении.
С 1923 года по 1924 год учился в Закавказском коммунистическом университете в Тифлисе. В 1928 году поступил в Институт народного хозяйства имени Плеханова, но учёбу не окончил — со второго курса был мобилизован на партийную работу в Армянскую ССР, где работал секретарем Курдукулинского райкома партии.
С 1931 года Арзуманян работал в ЦК ВКП(б) Армении, где работал в качестве заведующего отделом агитации и массовых кампаний, был членом ЦК КП(б) Армении.
В феврале 1933 года поступил на учёбу на подготовительное отделение Самарского института красной профессуры, но через 5 месяцев сдал все экзамены за двухгодичный курс и в июле этого же года был переведен в Москву, где до февраля 1936 года учился в Аграрном институте красной профессуры. И во время учёбы не переставал заниматься общественной работой — был секретарём парткома института.
После окончания института А. А. Арзуманян был направлен первым секретарём Микоянского райкома партии, в феврале 1937 года был избран первым секретарём Кировского райкома, в том же году назначен ректором Ереванского государственного университета.
В 1937 году против Арзуманяна было возбуждено уголовное дело, начало следственным мероприятиям положил донос. Следствие предполагало, что Анушаван Агафонович состоял в антисоветской националистической правотроцкистской организации Армении и проводил активную антисоветскую работу. 10 ноября 1937 года его арестовали.
За время заключения на Арзуманяна оказывалось как физическое, так и психологическое давление. От него пытались добиться признательных показаний, его товарищи были расстреляны. Анушаван Агафонович был готов к тому, что в любой момент его самого могут убить.
Расследование шло до 1939 года, в январе из Москвы пришел ответ, в котором значилось, что следственное обвинительное заключение не соответствует материалам дела, а инкриминируемые вредительские действия не документированы. В мае 1939 года Арзуманяна освободили, но он отказался покинуть место заключения, пока ему не будет возвращён его старый партийный билет. Вскоре партбилет был возвращён владельцу.
После освобождения работал в Ереванском государственном университете старшим преподавателем.
В июне 1941 года Арзуманян добровольно вступил в РККА. В качестве политработника принимал участие в боях на Закавказском, Северо-Кавказском (на Малой Земле), 1-м и 4-м Украинских фронтах, был награждён орденами и медалями. В январе 1946 года ушёл в запас в звании майора.
После демобилизации работал в Азербайджанском государственном университете, там он читал курс лекций по политической экономии, был доцентом кафедры политэкономии, а с 1951 года по 1952 год являлся проректором по научной работе.
В 1947 году защитил кандидатскую диссертацию, стал кандидатом экономических наук.
В Баку женился на Айкуш Лазаревне Туманян (1903—1988), старшая сестра которой — Ашхен — была женой члена Политбюро ЦК ВКП(б) А. И. Микояна.
В 1952 году Арзуманян по рекомендации академика Е. С. Варги был приглашен в Институт экономики АН СССР на должность заведующего сектором общих проблем империализма.
В 1953 году занял должность заместителя директора Института экономики АН СССР. В 1956 году был создан Институт мировой экономики и международных отношений АН СССР (ИМЭМО), Арзуманян стал его первым директором.
20 июня 1958 года был избран членом-корреспондентом АН СССР (специальность — политическая экономия, отделение экономических, философских и правовых наук).
С 1955 года по 1957 год — заместитель главного редактора журнала «Вопросы экономики», с 1964 года по 1965 год — член редколлегии журнала «Мировая экономика и международные отношения».
29 июня 1962 года был избран действительным членом (академиком) АН СССР (специальность — мировая экономика, отделение экономических, философских и правовых наук). Также был избран академиком-секретарём отделения экономики и членом Президиума АН СССР.
Академик Арзуманян неоднократно выступал с докладами на международных конгрессах и конференциях за рубежом. В 1959 году в составе делегации советских ученых посетил Соединённые Штаты Америки для ознакомления с организацией экономических исследований.
В своих научных работах Арзуманян проанализировал широкий спектр проблем мировой капиталистической системы того времени — теорию и практику государственного регулирования рыночной экономики, влияние научно-технического прогресса на структуру производства, профессиональную структуру занятости, развитие западноевропейской интеграции.
Скончался 18 июля 1965 года, похоронен на Новодевичьем кладбище (6 участок, 21 ряд).

## Основные работы
- К вопросу о классовой сущности и методе теории стоимости английской классической политической экономии. М., 1940;
- Проблемы современного капитализма. М., 1963;
- Борьба двух систем и мировое развитие. М., 1964;
- Экономические проблемы общественного развития: Избранные труды. М., 1968.

## Награды
- Орден Ленина (13.02.1964)

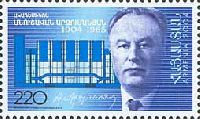
Почтовая марка Армении (2005) в память об А. А. Арзуманяне

- Орден Красного Знамени (19.09.1943)[6]
- Орден Отечественной войны II степени (16.04.1944)[6]
- Орден Трудового Красного Знамени (1961)
- Орден Красной Звезды (30.04.1945)[6]
- Орден «Знак Почёта» (27.03.1954)
- Медали, в том числе:
  - медаль «За оборону Кавказа» (1944)
  - Медаль «За победу над Германией в Великой Отечественной войне 1941—1945 гг.» (1945)